# Jeremy Enigk
Jeremy Enigk (16 luglio 1974) è un cantante e chitarrista statunitense, cantante e chitarrista dei Sunny Day Real Estate e frontman dei Fire Theft. Ha inoltre cinque album all'attivo come artista solista.

## Biografia
La carriera di Jeremy Enigk inizia nel 1992 con la formazione degli Empty Set, inizialmente composta da Dan Hoerner (chitarra e voce), Nate Mendel (basso) e William Goldsmith (batteria). Dopo l'abbandono di Mendel, Hoerner prese il suo posto e il ruolo di frontman venne rivestito dal subentrato Jeremy che si impose subito come leader del gruppo. Col ritorno di Mendel, la band fu completa e venne ribattezzata Sunny Day Real Estate. 
La storia dei Sunny Day Real Estate, durata 8 anni circa ha visto 4 dischi in studio e un live, 2 scioglimenti (di cui uno definitivo), e l'abbandono da parte di Nate Mandel, dal 1995 nei Foo Fighters di Dave Grohl. Dopo il primo scioglimento del 1995, Jeremy decide di pubblicare, per la Sub Pop Records, già etichetta dei Sunny Day Real Estate, Return of The Frog Queen, un disco fortemente influenzato dalla conversione del cantante al cristianesimo. È un LP ricco di arrangiamenti orchestrali, suonato quasi interamente da Jeremy accompagnato da un'orchestra di 21 elementi. Solo la prima traccia vede la partecipazione di William Goldsmith alla batteria. Stando al catalogo mail order 1997 della Sub Pop Records, è il disco preferito del 1996 di Lou Barlow dei Dinosaur Jr.
Dopo un paio di tour americani con tanto di orchestra, per il '96 e '97, i Sunny Day Real Estate si riformano e la carriera solista di Jeremy rimane in sospeso, mentre vengono pubblicati nel 1998 How It Feels To Be Something On, seguito l'anno successivo da un disco dal vivo. Questo album generò incomprensioni tra i Sunny Day Real Estate e l'etichetta discografica, in quanto il gruppo non fu interpellata per l'artwork e i mix definitivi del disco. Abbandonata la Sub Pop il gruppo passò alla indie label Time Bomb Recordings, che poteva contare sulla distribuzione di BMG. Dopo aver pubblicato The Rising Tide nel 2000, la band dovette fare i conti con i problemi monetari dell'etichetta, la quale si vide costretta ad annullare il tour europeo previsto e comunicò al gruppo di non poterlo più finanziare. Questo segnò la fine dei Sunny Day Real Estate che decisero di non porre seguito a quest'esperienza.
Hoerner si ritirò nuovamente nella sua fattoria mentre Enigk e Goldsmith si riunirono a Mendel, formando i Fire Theft, cercando di non ricadere nei perversi meccanismi della discografia. Anche quest'avventura non andò molto bene. Pur avendo pubblicato un ottimo disco, la Rykodisc cancellò il contratto della band qualche mese dopo la pubblicazione del primo disco e del singolo Chain.
A questo punto con i Fire Theft mai ufficialmente sciolti Jeremy inizia a pensare ad una nuova carriera solista. Nel 2004 vengono distribuite alcune canzoni facenti parte della colonna sonora del film United States of Leland, che però non viene pubblicata su disco. Poco dopo Enigk inizia a pensare ad un nuovo disco solista, World Waits, che viene pubblicato esattamente 10 anni dopo il primo. Il disco è composto di 10 tracce ed è viene pubblicato dall'etichetta di proprietà dell'artista, la Lewis Hollow Records. Dominato dalla splendida e potente voce di Enigk, il disco si discosta dal precedente per la mancanza dell'orchestra, pur non tralasciando sonorità d'atmosfera.
Dopo un tour negli Stati Uniti, un'apparizione al Lollapalooza del 2006, viene pianificato per i primi mesi del 2007 un tour europeo con Brand New e Mewithoutyou, che però non vede la partecipazione dell'artista all'ultimo momento, che non si preoccupa neanche di avvertire i fans tramite il suo sito ufficiale o la pagina myspace e scompare per qualche mese, quando riappare online alla ricerca di un'etichetta interessata alla pubblicazione del disco in Europa che finisce con un nulla di fatto. 
Qualche mese dopo, a sorpresa, esce The Missing Link, che annunciato come il nuovo album di Jeremy Enigk è invece un disco non interamente nuovo, dove trovano spazio 4 nuove canzoni, outtakes del precedente disco e 5 nuove registrazioni, live in studio, di alcuni dei pezzi di World Waits. La delusione di alcuni fans che hanno acquistato l'album il primo giorno su iTunes è evidente. Alcune date vengono schedulate solo negli Stati Uniti di supporto al nuovo disco, uscito ancora una volta per la Lewis Hollow.

## Discografia da solista
- 1996 - Return of the Frog Queen
- 2006 - World Waits
- 2007 - The Missing Link
- 2009 - Ok Bear
- 2017 - Ghosts